# Ідан Таль
Ідан Таль (івр. עידן טל; нар. 13 вересня 1975) — колишній ізраїльський професійний футболіст.
Таль народився в Беер-Шеві, Ізраїль, є євреєм. Він живе в Хайфі, одружений з Дорін і має двох дітей, Мирона та Аміта.

## Клубна кар'єра
Таль розпочав свою кар'єру в ФК «Хапоель Єрусалим», перейшовши до «Маккабі» (Петах-Тіква) у середині сезону 1996–97. Він приєднався до свого наступного клубу, «Хапоель» Тель-Авів, у тому ж сезоні (1998–99) вигравши з командою Кубок Ізраїлю (перший титул клубу за 11 років).
У 1999–2000 роках Таль представляв клуб Мерида в Іспанії. Незважаючи на те, що команда посіла шосте місце у другому дивізіоні, вона була понижена через порушення правил, і він повернувся до «Маккабі Петах-Тіква», зігравши кілька ігор, перш ніж знову змінити команду і країну. Він підписав контракт з «Евертоном» у жовтні 2000 року, з'являючись на полі небагато разів протягом двох з половиною сезонів.
У січні 2003 року Таль пішов з клубу і повернувся до Іспанії, приєднавшись до «Райо Вальєкано» з Ла Ліги та зазнав чергового пониження, цього разу на полі. Влітку він підписав контракт з «Маккабі Хайфа».
9 листопада 2005 року Таль отримав французьке громадянство, процес, який зайняв у нього п'ять років: він отримав право на це завдяки своїй дружині Дорін, французького походження. Той факт, що він отримав європейський паспорт, а його контракт з «Маккабі» закінчувався в кінці сезону, дозволив йому переглянути повернення в Європу як вільний агент, де він не буде вважатися іноземним гравцем. У липні 2006 року він залишив національних чемпіонів, щоб повернутися до Англії, підписавши контракт з «Болтон Вондерерз» разом зі своїм співвітчизником Талем Бен Хаімом.
Під час свого єдиного сезону, коли «Болтон» отримав місце в Кубку УЄФА зайнявши 7 місце в чемпіонаті, Таль виступав майже виключно на лаві запасних (12 із 16 матчів у Прем’єр-лізі). Він забив один гол у ворота «Донкастер Роверз» у Кубку Англії за сезон. У липні 2007 року, коли йому було майже 32 роки, він був проданий до клубу «Бейтар Єрусалим».
Таль повернувся в єрусалимський Хапоель у липні 2011 року, погодившись на трирічну угоду з командою другого дивізіону. 26 жовтня 2011 року він заявив, що, незважаючи на те, що він підписав довгостроковий контракт, він завершить кар'єру в кінці сезону, якщо не досягне підвищення до вищого дивізіону, що врешті-решт і сталося. У квітні наступного року клуб оштрафував його на 2000 доларів і дискваліфікував на місяць після сварки з менеджером Хапоеля Майклом Кадошем.

## Кар'єра у збірній
За дев'ять років Таль провів 69 матчів за збірну Ізраїлю, забив п'ять голів.

## Кар'єра тренера
30 червня 2013 року він був призначений головним тренером клубу «Хапоель Єрусалим». У грудні він залишив команду через погані результати.

## Досягнення

### Командні
- Прем'єр-ліга Ізраїлю: 2003-2004, 2004-2005, 2005-2006, 2007-2008
- Кубок Ізраїлю: 1998-1999, 2007-2008, 2008-2009
- Кубок Тото: 2005-2006, 2009-2010

### Індивідуальні
- Ізраїльський гравець року: 2004-2005[13]